# 查尔斯·琼斯
查尔斯·拉赫梅尔·琼斯（英語：Charles Rahmel Jones，1975年7月17日—），美国前职业篮球运动员。